# 산토정 (시가현)
산토정(山東町)은 시가현 사카타군에 설치되었던 정이다. 이부키 산록에 위치하며 반딧불이의 군생지인 아마노가와 강이 유명하다.
2005년 2월 14일에 동군 마이하라정, 이부키정과 합병해 마이하라시가 되어 폐지하였다.

## 역사
- 1955년 7월 10일 - 가시와바라촌, 오하라촌, 히가시쿠로다촌이 합병해 성립하였다.
- 2005년 2월 14일 - 마이하라정, 이부키정과 합병해 마이바라시가 성립하였다. 동일 산토정은 폐지되었다.

## 교통

### 철도
- 도카이도 본선